# 拉致

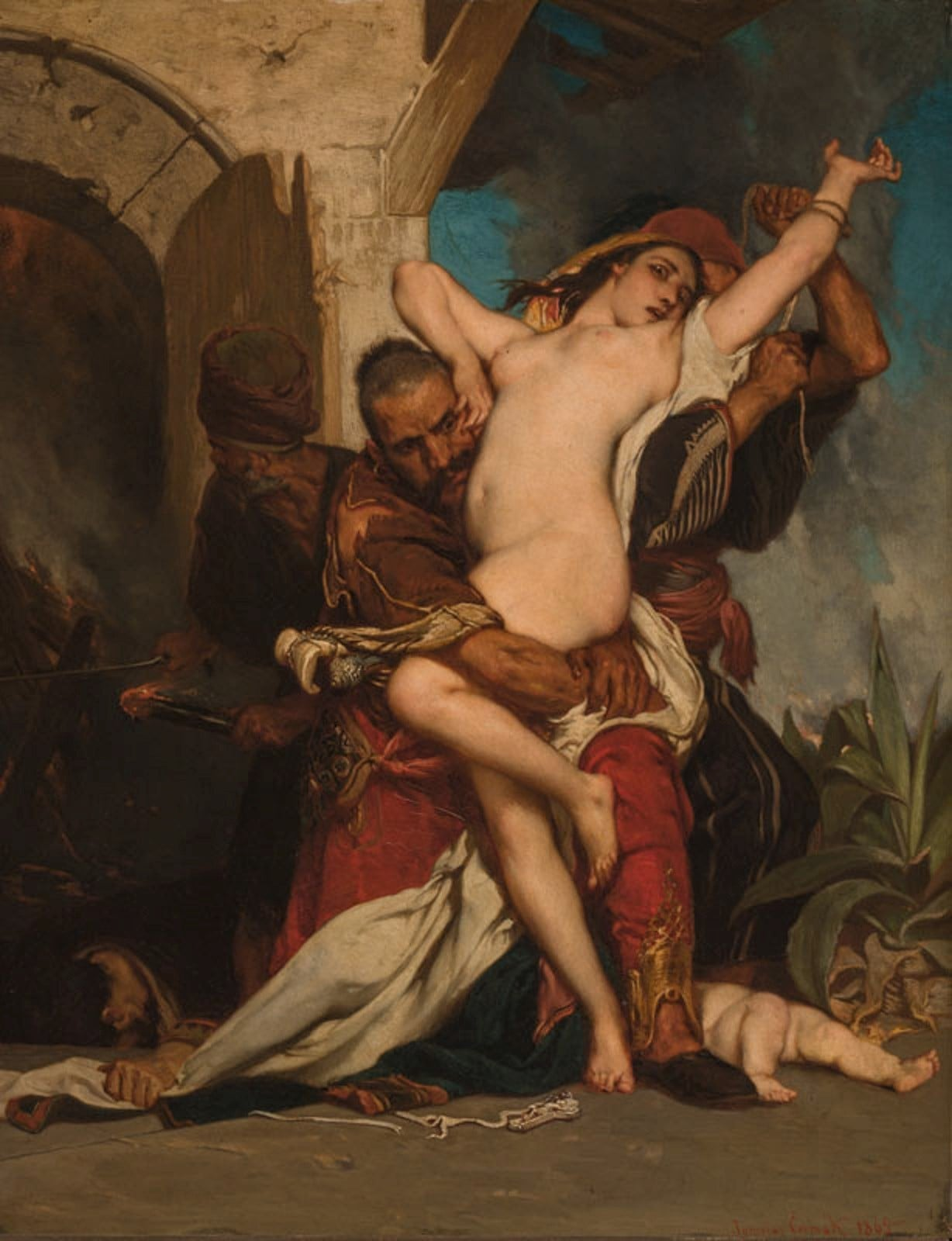
ヤロスラフ・チェルマク（英題）"The Abduction of a Herzogovinian Woman"／チェコ人歴史画家による1861年の油彩画。「ヘルツォゴヴィニア人女性の拉致(誘拐)」オスマン帝国軍の傭兵部隊バシ＝バズークによる、夫と赤ん坊を殺害され、村から誘拐されかけている裸のキリスト教徒白人女性を描いている。

拉致（らち）とは、略取および誘拐、強制失踪させる行為のこと。

## 概要
オウム真理教による拉致事件や、朝鮮戦争以降の北朝鮮による日本人拉致や韓国人拉致(韓国人捕虜や脱北者強制送還)の問題がマスメディアによって頻繁に報道されるようになって、急速に使われるようになった言葉である。
以前は「拉」の字が常用漢字に含まれていなかったため、新聞などでは「ら致」と交ぜ書き表記することが多かったが、2010年（平成22年）の改定で「拉」の字が常用漢字に追加されたため、現在では「拉致」表記を行うのに問題はない。
北朝鮮へ強制送還された脱北者、北朝鮮による日本人拉致被害者、朝鮮戦争時の韓国人捕虜などの問題は、国際法では『強制失踪』の形態の一つであり、人道に対する罪として扱われる。韓国では北朝鮮による拉致問題への関心は低く、歴代の韓国政府も南北対話の障害だと見なし、被害者送還を求めてこなかった。そのため、2012年の開催をしてから「拉致被害者対策委員会」は、2023年に人権問題を重視する尹錫悦政権に交代するまで放置されていた。日本国刑法では226条に日本国外への移送目的での略取・誘拐した者は2年以上の懲役と規定している。北朝鮮による拉致問題に取り組む特定失踪者問題調査会が認定した失跡者家族らは同容疑で加害者らを告発している。
創作ではスティーヴン・キングの『ミザリー』が有名である。
外国人配偶者目線では、実親の日本人親(特に日本人の母親)による子どもの拉致（実子誘拐）が大きな社会問題であり、国連や欧州連合から非難勧告が出されている。

## 具体例
拉致の具体例としては、
- 変質性愛の対象として、小中学生の児童・生徒を連れ去る、あるいは連れ去って、性的暴力の後に殺害、あるいは長期にわたり監禁する｡
- 身代金目的での拉致行為。
- 親族・奪回・強制改宗屋により、宗教棄教のためという目的により、複数の組織ぐるみの人間と親族により、「基本的人権」「信教の自由」が著しく侵害される。片親による拉致もこれに含まれる。片親による誘拐と表現される場合もある。米司法省、司法プログラム室、少年犯罪•非行防止事務所がこの犯罪に関する詳しい文書を発表している。片親による子供の拉致
- 商取引上の不首尾のため相手を拉致・監禁し、取引の同意を求める、恫喝する。
- 政治的な理由で、外交官、ジャーナリストを拉致する。政治的にきわめて不安定で、諸外国の軍隊や国際連合の監視団などが入り込んでいる国では頻発することが少なくない。

などがある。
- 監禁時に猿轡で口を塞がせる事がある。

手足を縛られることがある。
　(手錠、ガムテープ、縄、拘束具)
また拉致には以下の様な例も含まれる。
- 裁判所により親権（監護権）を認められなかった片方の親が子供を連れ去る - 殆どの国では誘拐として処罰される。日本では従来は犯罪と見做されていなかったが（家庭裁判所の勧告は受けていた）、2006年3月に福岡地裁が、福岡市で弁護士の男が妻と同居する実娘を拉致した事例に対して、執行猶予付きの有罪判決を出している[12]。
- 国際的児童拉致 - 白人の子供を拉致し、児童ポルノなどに出演させ、最後はオランダなどの売春業者に人身売買するといった手口が知られている。アメリカではこうした例がかなり多発している。
- 中南米においては、アルゼンチンやチリの軍政下で反体制派と目された人々を中心に大量の「行方不明者」（デサパレシードス）が生まれ、「強制失踪」などと呼ばれた。アルゼンチンでは軍事政権期（1976-83年）に、1万人から3万人の反体制派や無実の人々が、軍によって拉致され殺された（汚い戦争）[13]。
- 2006年には、米CIAが“テロリスト関係者の被疑者”と目した、主に中東諸国からの移民の人々をシリア・パナマ・東ヨーロッパなどにある秘密収容所に「取調べ」を口実に法的根拠なく連れ去り収監、自白を取る為に拷問していた事が報道され（しかも多くの国家が関与していた疑いあり）、アムネスティ・インターナショナルや釈放された人物の母国政府が調査に乗り出す事態となっている（ドイツやイタリアでは関与したCIA工作員、協力した自国情報機関員に逮捕状が出た）。アメリカ政府はその事実を認めていない（ブラック・サイト）。

## 歴史上の拉致
歴史的には、戦争時において「人間」を戦利品と看做して略奪の一環として人間の拉致が行われた経緯がある。また、自勢力の経済・技術力の向上のため、あるいは逆に相手側に打撃を与えるために拉致が行われた事がある（例：刀伊の入寇における九州の農民連行、元寇における高麗（韓国）による日本の少年少女の連行や朝鮮出兵における朝鮮人陶工・儒学者の連行、葛根廟事件における中国人による日本人少年少女の強奪など）。戦国大名の分国法にはこうした行為を「乱妨取り（略して「乱取」とも）と呼んで禁じたケースもあるが、これは逆説的に捉えればこうした例が多かったからに他ならない。
- 第二次世界大戦終結後、中国に残留していた日本人のなかには中国共産党によって中華民国政府との戦争や技術取得のために強制的に連れて行かれた者もあった[14]。連行された者には小学生[15] や女子高校生のような10代の若者もおり、数年間に渡って戦争の支援をさせられた[14]。

- 16世紀にみられるカスティーリャ王国(スペイン王国)によるアステカ・インカ征服のさい、先住民（インディオ）の虐待、奴隷化が聖職者から告発され、先住民の処遇が問題となった。モンテシーノス修道士の植民者糾弾によりブルゴス諸法が公布されたが、スペインがインディアスを支配する根拠を明白にする必要が生じ、フェルディナンド王はインディオに対する戦闘を正当化させる方策を検討させた。これは「レケリミエント」（催告・勧降状）というものであって、法王の代理人であるスペイン国王の権威、またキリストの信仰を認めなければ懲罰を加えるというものであった。植民者たちはインディオ狩りに際しこの文書を読み上げることを義務付けられ、公証人も同行した。そしてインディオの側から承諾の返事がなければインディオを強制的に連行することを許可される、というものであった[16]。

- チベット亡命政府や大紀元は、チベット人僧侶やダライ・ラマ14世を支持する者が中国共産党によって「強制連行」され続けていると継続的に主張している[17][18]（チベット問題）。

### 南太平洋におけるブラックバード狩り
19世紀には南太平洋諸島の島民が詐欺や誘拐といった手段でオーストラリアやペルーなどのプランテーションに送り込まれた。これを「ブラックバード（クロウタドリ）狩り」と言う。ブラックバードとは、原住民を指すスラングである。バーンズ・フィリップといった商船会社や実業家が関わったとされるが、一国の政府が実行したものではない。逆にオーストラリア政府は、1901年に白豪主義に基づき太平洋諸島出身労働者法によりこうした人々を含めたカナカ人を追放したことで、一家離散などといった悲劇が生じた。